# Tuoro sul Trasimeno
Tuoro sul Trasimeno (Tóro in vernacolo) é un comune italiano di 3 793 abitanti della provincia di Perugia in Umbria.
Si affaccia sulla parte settentrionale del lago Trasimeno, dove è presente una spiaggia, il lido di Tuoro, con il molo d'imbarco per i traghetti diretti all'Isola Maggiore e all'Isola Polvese.
Nei pressi della spiaggia si trova su di un prato il "Campo del Sole", un museo all'aperto costituito da 27 sculture in pietra serena, opere di artisti contemporanei.

## Geografia fisica
- Classificazione climatica: zona E, 2104 GR/G

Tuoro sul Trasimeno fa parte di:
- Comunità Montana Monti del Trasimeno
- Città dell'olio[4]

## Storia

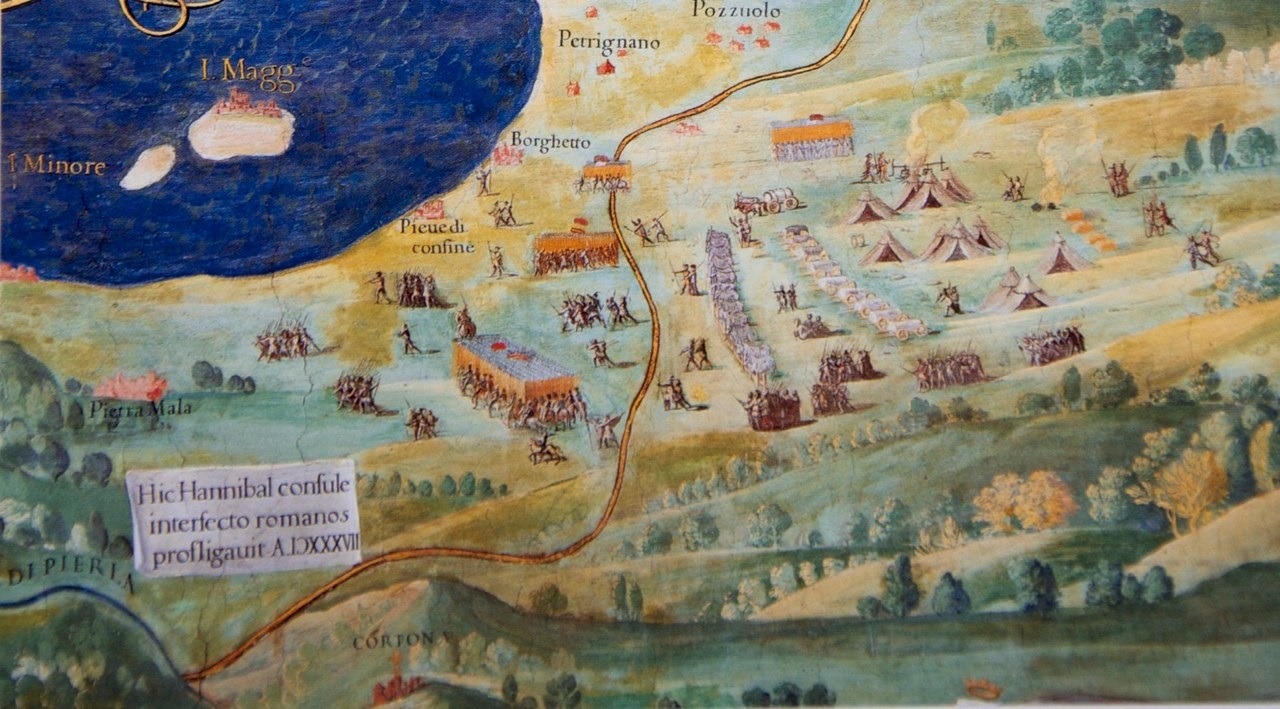
La battaglia del lago Trasimeno affrescata nella Galleria delle carte geografiche dei Musei Vaticani

Nel suo territorio comunale si combatté la celebre battaglia del Lago Trasimeno fra i Romani e i Cartaginesi capitanati da Annibale. Il paese attuale si formò in età medievale: non prima del XIII secolo secondo gli studiosi di storia locale.

## Monumenti e luoghi d'interesse

### Architetture religiose
- Chiesa di Santa Maria Maddalena, eretta verso la fine del XIV secolo, fu ricostruita nella seconda metà dell'Ottocento su progetto di Giovanni Santini. Conserva al suo interno un pregevole affresco del pittore futurista Gerardo Dottori realizzato nel 1949.

### Architetture civili e militari
- Castello di Monte Gualandro o Montegualandro. Estremo baluardo sul confine del territorio perugino, dominante la strada che collegava Perugia ad Arezzo e Firenze e su tutta la piana aretina. Ad un'altitudine di circa 450 metri sul livello  del mare, da dove domina l'intera vallata.

- Campo del Sole, costruito tra il 1985 e il 1989, è un museo a cielo aperto di 27 colonne-sculture dei maggiori scultori contemporanei.

## Società

### Evoluzione demografica
Abitanti censiti

## Cultura

### Eventi
Il paese di Tuoro sul Trasimeno è diviso in quattro rioni: Colonna (bianco-azzurro), Malpasso (bianco-rosso), Trasimena (giallo-blu) e Valromana (giallo-rosso).
I 4 rioni ogni anno si impegnano nel cosiddetto Ferragosto Toreggiano, periodo durante il quale vengono realizzate numerose manifestazioni che hanno inizio con una disputa teatrale tra i rioni denominata "Lancio della sfida", e proseguono con la "Sfilata Storica", il "Quarto gioco" (che coinvolge donne e bambini) e che si concludono con il "Tiro del Carro", lo scontro decisivo per la contesa.
Il Palio, e di conseguenza le iniziative annesse, quali la suggestiva Cena Storica, è ispirato allo scontro tra Romani e Cartaginesi avvenuto nel 217 a.C. proprio sulle rive del Trasimeno.
Il rione più titolato del paese è La Trasimena che ha vinto per ben dieci edizioni l'anfora della vittoria.

## Economia

### Artigianato
Tra le attività economiche più tradizionali, diffuse e attive vi sono quelle artigianali, come la lavorazione del merletto.

## Amministrazione
| Periodo         | Periodo         | Primo cittadino        | Partito                     | Carica  | Note  |
| --------------- | --------------- | ---------------------- | --------------------------- | ------- | ----- |
| 26 giugno 1985  | 22 maggio 1990  | Danilo Fruscoloni      | Partito Comunista Italiano  | Sindaco | [ 8 ] |
| 18 giugno 1990  | 25 ottobre 1992 | Gelardo Radi           | Partito Socialista Italiano | Sindaco | [ 8 ] |
| 26 ottobre 1992 | 23 aprile 1995  | Costante Morini        | Democrazia Cristiana        | Sindaco | [ 8 ] |
| 24 aprile 1995  | 13 giugno 1999  | Rodolfo Pacini         | Centro-sinistra             | Sindaco | [ 8 ] |
| 14 giugno 1999  | 13 giugno 2004  | Rodolfo Pacini         | Lista civica                | Sindaco | [ 8 ] |
| 14 giugno 2004  | 7 giugno 2009   | Mario Bocerani         | Centro-sinistra             | Sindaco | [ 8 ] |
| 8 giugno 2009   | 25 maggio 2014  | Mario Bocerani         | Lista civica                | Sindaco | [ 8 ] |
| 26 maggio 2014  | 26 maggio 2019  | Patrizia Cerimonia     | Tuoro bene comune           | Sindaco | [ 8 ] |
| 27 maggio 2019  | 9 giugno 2024   | Maria Elena Minciaroni | Uniti per Tuoro             | Sindaco | [ 8 ] |
| 10 giugno 2024  | in carica       | Maria Elena Minciaroni | Uniti per Tuoro             | Sindaco | [ 8 ] |

## Sport

### Calcio
La principale squadra di calcio della città è l'U.P.D. Tuoro 1965 Calcio che milita nel girone B umbro di 1ª Categoria.
È nata nel 1965.

## Galleria d'immagini

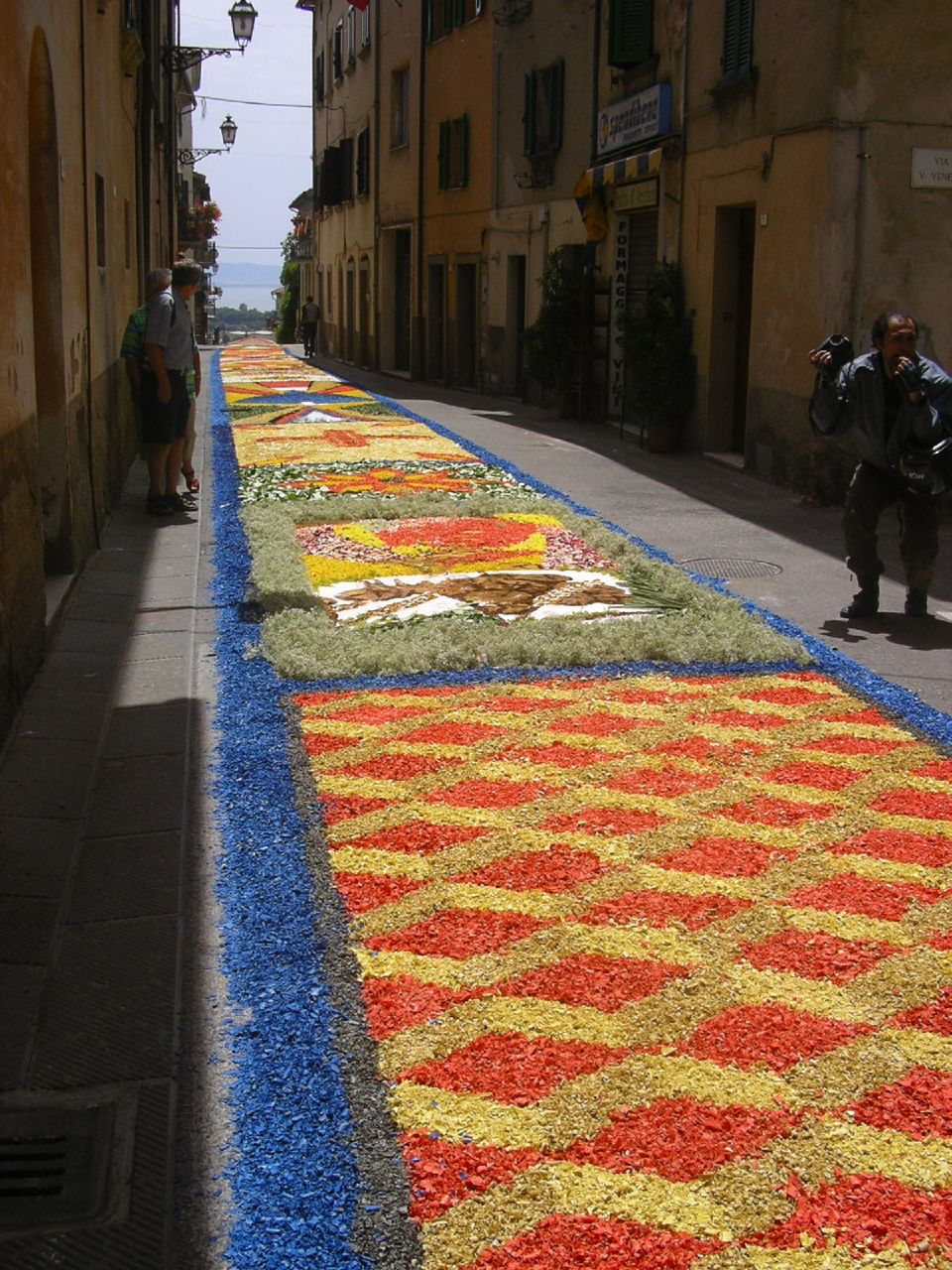
L'infiorata a Tuoro sul Trasimeno
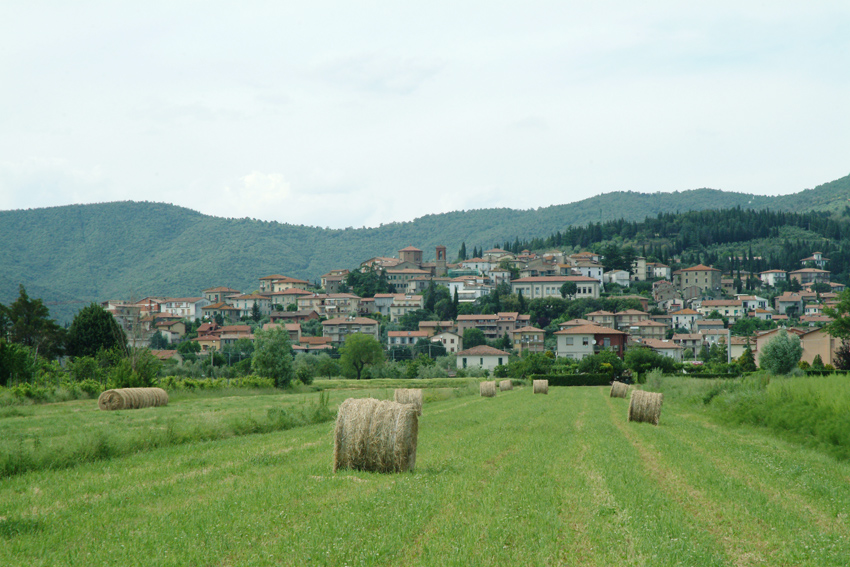
Tuoro sul Trasimeno
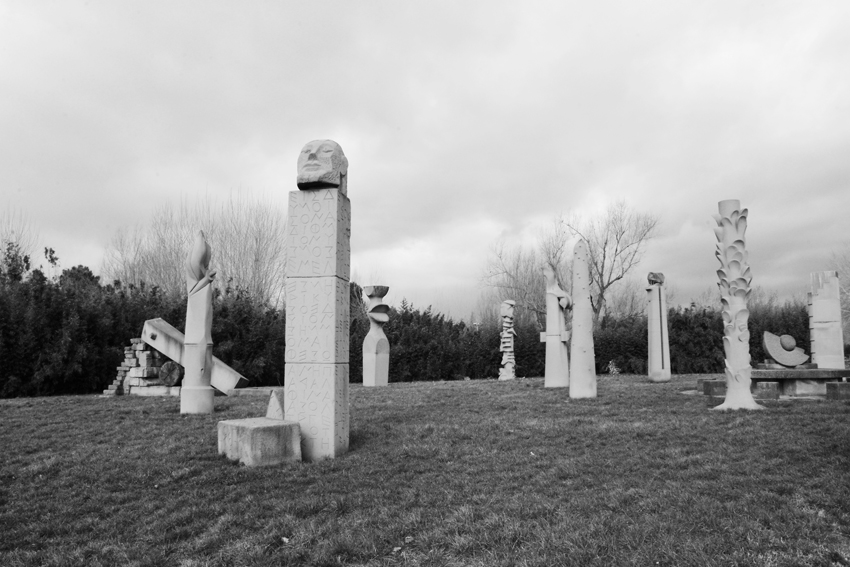
Campo del Sole
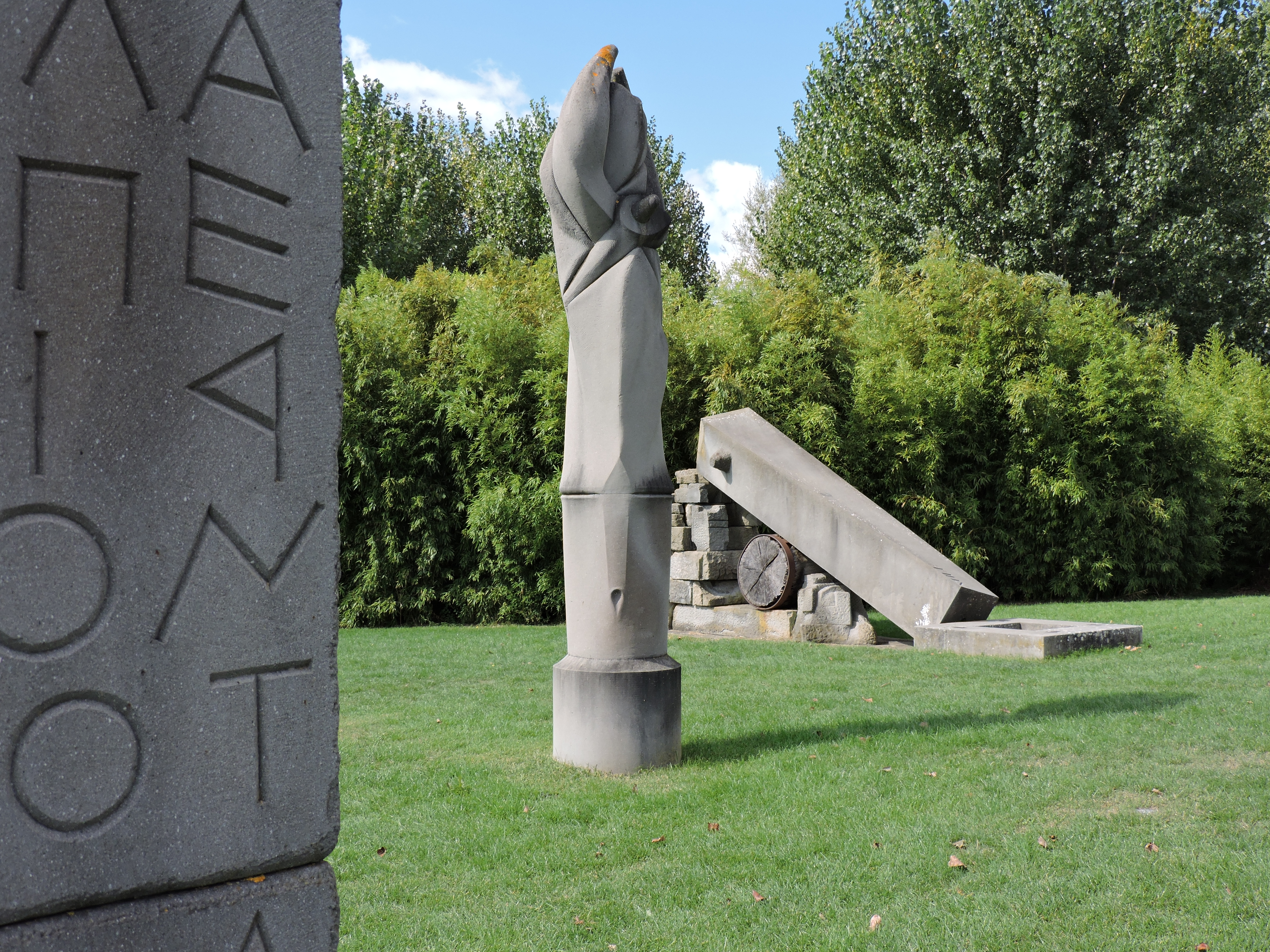
Statue nel Campo del Sole